# Primera divisió espanyola de futbol 1991-1992
La temporada 1991-1992 de la lliga espanyola de futbol fou la 61a edició des del seu establiment. La temporada va començar el 31 d'agost de 1991 i acabà el 7 de juny de 1992.
Van pujar de 2a l'Albacete Balompié, que debutava a 1a (va ser el 50è equip en fer-ho), i el Real Club Deportivo de La Coruña. El Castelló i el Reial Betis havien baixat a 2a, i el Saragossa i el Cadis van evitar-ho, després d'imposar-se en la promoció a Múrcia i Màlaga, respectivament.
Abans d'iniciar-se el campionat, el 5 de juliol de 1991, el Govern espanyol va aprovar un Reial Decret que obligava tots els clubs de la categoria amb números vermells en els balanços dels últims cinc exercicis a convertir-se en societat anònima esportiva. El decret preveia l'exclusió de la LFP dels clubs que no aconseguissin fer la reconversió durant la temporada, amb data límit del 18 de juny de 1992.
Malgrat les reticències que tenia, l'assemblea de la federació espanyola va aprovar, a instàncies de la LFP, l'ampliació de la quota de tres a quatre jugadors estrangers (sense passaport espanyol) per equip, encara que no se'n podien alinear més de tres simultàniament.
El FC Barcelona, campió vigent, va tornar a guanyar la competició. L'equip, a més, va aconseguir guanyar la primera Copa d'Europa de la història del club i va assolir el doblet.

## Equips participants
| Equip                  | Ciutat                 | Estadi                    |
| ---------------------- | ---------------------- | ------------------------- |
| Albacete Balompié      | Albacete               | Carlos Belmonte           |
| Athletic Club          | Bilbao                 | San Mamés                 |
| Atlètic de Madrid      | Madrid                 | Vicente Calderón          |
| FC Barcelona           | Barcelona              | Camp Nou                  |
| Cadis CF               | Cadis                  | Ramón de Carranza         |
| Deportivo de La Coruña | La Corunya             | Riazor                    |
| RCD Espanyol           | Barcelona              | Sarrià                    |
| CD Logroñés            | Logronyo               | Las Gaunas                |
| RCD Mallorca           | Palma                  | Lluís Sitjar              |
| CA Osasuna             | Pamplona               | El Sadar                  |
| Reial Oviedo           | Oviedo                 | Carlos Tartiere           |
| Real Burgos            | Burgos                 | El Plantío                |
| Reial Madrid CF        | Madrid                 | Santiago Bernabéu         |
| Reial Societat         | Sant Sebastià          | Atotxa                    |
| Sevilla FC             | Sevilla                | Ramón Sánchez Pizjuán     |
| Sporting de Gijón      | Gijón                  | El Molinón                |
| CD Tenerife            | Santa Cruz de Tenerife | Heliodoro Rodríguez López |
| València CF            | València               | Luis Casanova             |
| Reial Valladolid       | Valladolid             | José Zorrilla             |
| Reial Saragossa        | Saragossa              | La Romareda               |

## Classificació i resultats

### Taula classificatòria
| Pos | Equip                   | PJ | PG | PE | PP | GF | GC | DG  | Pts | Classificació o descens                                    |
| --- | ----------------------- | -- | -- | -- | -- | -- | -- | --- | --- | ---------------------------------------------------------- |
| 1   | FC Barcelona (C)        | 38 | 23 | 9  | 6  | 87 | 37 | +50 | 55  | Classificació per la Primera ronda de la Lliga de Campions |
| 2   | R. Madrid               | 38 | 23 | 8  | 7  | 78 | 32 | +46 | 54  | Classificació per la Primera ronda de la Copa de la UEFA   |
| 3   | At. Madrid              | 38 | 24 | 5  | 9  | 67 | 35 | +32 | 53  | Classificació per la Primera ronda de la Recopa d'Europa.  |
| 4   | València CF             | 38 | 20 | 7  | 11 | 63 | 42 | +21 | 47  | Classificació per la Primera ronda de la Copa de la UEFA   |
| 5   | Reial Societat          | 38 | 16 | 12 | 10 | 44 | 38 | +6  | 44  | Classificació per la Primera ronda de la Copa de la UEFA   |
| 6   | R. Zaragoza             | 38 | 17 | 7  | 14 | 40 | 41 | −1  | 41  | Classificació per la Primera ronda de la Copa de la UEFA   |
| 7   | Albacete                | 38 | 16 | 8  | 14 | 45 | 47 | −2  | 40  |                                                            |
| 8   | Sporting Gijón          | 38 | 15 | 8  | 15 | 37 | 43 | −6  | 38  |                                                            |
| 9   | Real Burgos             | 38 | 12 | 13 | 13 | 40 | 43 | −3  | 37  |                                                            |
| 10  | Logroñés                | 38 | 13 | 10 | 15 | 36 | 51 | −15 | 36  |                                                            |
| 11  | Oviedo                  | 38 | 14 | 8  | 16 | 41 | 46 | −5  | 36  |                                                            |
| 12  | Sevilla FC              | 38 | 13 | 8  | 17 | 48 | 45 | +3  | 34  |                                                            |
| 13  | CD Tenerife             | 38 | 12 | 10 | 16 | 46 | 50 | −4  | 34  |                                                            |
| 14  | Athletic Club           | 38 | 13 | 7  | 18 | 38 | 58 | −20 | 33  |                                                            |
| 15  | Osasuna                 | 38 | 10 | 13 | 15 | 30 | 40 | −10 | 33  |                                                            |
| 16  | RCD Español             | 38 | 12 | 8  | 18 | 43 | 60 | −17 | 32  |                                                            |
| 17  | Deportivo La Coruña (O) | 38 | 8  | 15 | 15 | 37 | 48 | −11 | 31  | Disputen la promoció                                       |
| 18  | Cadis CF (O)            | 38 | 7  | 14 | 17 | 32 | 55 | −23 | 28  | Disputen la promoció                                       |
| 19  | Real Valladolid (R)     | 38 | 7  | 13 | 18 | 31 | 53 | −22 | 27  | Descens a la Segona Divisió                                |
| 20  | RCD Mallorca (R)        | 38 | 10 | 7  | 21 | 30 | 49 | −19 | 27  | Descens a la Segona Divisió                                |

- Lliga de Campions: FC Barcelona
- Recopa d'Europa: Atlètic de Madrid
- Copa de la UEFA: Reial Madrid, València CF, Reial Societat, Reial Saragossa
- Descensos: Reial Valladolid, Reial Mallorca
- Ascensos: Celta de Vigo, Rayo Vallecano

### Resultats
| Casa \ Fora       | ALB | ATH | ATM | FCB | CAD | DEP | ESP | LOG | MLL | OSA | RBU | RMA | ROV | RSO | SFC | RSG | TEN | VCF | VLD | SAR |
| ----------------- | --- | --- | --- | --- | --- | --- | --- | --- | --- | --- | --- | --- | --- | --- | --- | --- | --- | --- | --- | --- |
| Albacete Balompié |     | 4–0 | 3–1 | 1–1 | 0–1 | 3–0 | 3–2 | 2–0 | 1–0 | 1–0 | 1–0 | 1–3 | 2–0 | 0–1 | 0–0 | 0–2 | 1–1 | 1–0 | 3–1 | 1–1 |
| Athletic Club     | 1–0 |     | 3–2 | 0–2 | 3–1 | 0–0 | 0–2 | 1–2 | 2–0 | 2–1 | 0–0 | 1–4 | 0–0 | 2–1 | 0–2 | 2–0 | 3–1 | 2–3 | 2–0 | 1–0 |
| At. Madrid        | 4–1 | 3–1 |     | 2–2 | 5–1 | 1–2 | 3–0 | 2–1 | 3–0 | 1–0 | 2–0 | 2–0 | 3–1 | 5–1 | 0–3 | 2–1 | 1–0 | 1–0 | 5–1 | 2–1 |
| FC Barcelona      | 7–1 | 2–0 | 1–0 |     | 4–1 | 4–1 | 4–3 | 1–0 | 3–0 | 2–0 | 1–1 | 1–1 | 1–2 | 2–0 | 1–0 | 1–1 | 5–3 | 3–1 | 2–1 | 3–1 |
| Cadis             | 1–1 | 1–0 | 1–1 | 0–2 |     | 1–0 | 2–1 | 2–0 | 1–3 | 2–2 | 0–2 | 0–1 | 3–1 | 0–0 | 1–1 | 1–1 | 0–0 | 2–0 | 0–0 | 0–0 |
| Deportivo         | 2–2 | 0–0 | 1–1 | 0–4 | 1–1 |     | 2–2 | 2–2 | 1–0 | 0–0 | 2–2 | 0–3 | 0–0 | 0–0 | 3–1 | 5–2 | 1–1 | 0–1 | 1–0 | 3–0 |
| RCD Espanyol      | 2–0 | 2–0 | 1–2 | 0–4 | 3–1 | 0–3 |     | 3–0 | 3–2 | 3–2 | 0–0 | 1–5 | 0–1 | 2–0 | 1–1 | 2–0 | 2–2 | 0–0 | 0–2 | 1–0 |
| CD Logroñés       | 1–1 | 0–1 | 1–0 | 2–2 | 2–1 | 2–1 | 2–1 |     | 2–1 | 0–0 | 1–2 | 1–0 | 2–0 | 1–1 | 1–0 | 0–0 | 2–0 | 0–0 | 0–0 | 0–2 |
| RCD Mallorca      | 0–1 | 1–2 | 0–2 | 1–2 | 1–0 | 4–2 | 1–0 | 2–1 |     | 1–1 | 2–2 | 0–0 | 2–1 | 2–1 | 1–0 | 0–1 | 0–2 | 0–1 | 1–1 | 0–1 |
| CA Osasuna        | 2–0 | 1–1 | 1–1 | 0–0 | 1–0 | 0–1 | 0–1 | 3–0 | 1–0 |     | 1–1 | 1–1 | 1–0 | 1–0 | 1–0 | 0–2 | 2–0 | 0–1 | 1–1 | 1–0 |
| Real Burgos       | 3–1 | 2–0 | 1–1 | 2–2 | 1–1 | 0–0 | 2–1 | 2–0 | 0–0 | 4–0 |     | 0–2 | 1–0 | 0–1 | 1–0 | 0–1 | 3–1 | 2–1 | 1–0 | 0–1 |
| R. Madrid         | 2–1 | 5–0 | 3–2 | 1–1 | 1–1 | 1–0 | 7–0 | 3–0 | 2–0 | 5–2 | 2–0 |     | 0–0 | 4–1 | 3–1 | 1–0 | 2–1 | 2–1 | 1–0 | 2–0 |
| Reial Oviedo      | 0–1 | 1–1 | 0–1 | 0–2 | 2–1 | 2–1 | 1–0 | 2–3 | 0–0 | 3–1 | 3–1 | 1–0 |     | 2–0 | 1–0 | 1–0 | 2–0 | 2–2 | 2–1 | 2–1 |
| Reial Societat    | 0–1 | 2–0 | 0–2 | 2–1 | 1–0 | 1–1 | 1–1 | 4–0 | 1–0 | 0–0 | 4–0 | 2–2 | 2–1 |     | 2–1 | 0–0 | 1–0 | 3–1 | 1–0 | 0–0 |
| Sevilla FC        | 3–0 | 1–2 | 0–1 | 4–2 | 0–0 | 0–0 | 2–1 | 0–1 | 2–0 | 1–0 | 3–2 | 1–0 | 1–1 | 2–2 |     | 2–1 | 4–1 | 2–3 | 2–1 | 3–0 |
| Sporting          | 0–2 | 3–2 | 0–1 | 2–1 | 2–1 | 1–0 | 3–0 | 1–1 | 2–0 | 1–0 | 0–0 | 1–4 | 1–0 | 0–1 | 2–1 |     | 1–1 | 0–3 | 1–0 | 1–2 |
| CD Tenerife       | 2–3 | 4–1 | 0–1 | 2–1 | 3–1 | 1–0 | 0–1 | 3–0 | 0–1 | 0–0 | 4–1 | 3–2 | 1–0 | 0–0 | 4–1 | 0–0 |     | 2–1 | 0–0 | 1–0 |
| València CF       | 1–1 | 3–1 | 2–0 | 1–0 | 4–0 | 2–1 | 1–0 | 1–1 | 1–1 | 1–2 | 1–1 | 2–1 | 6–3 | 1–2 | 3–2 | 3–1 | 1–0 |     | 3–1 | 0–1 |
| R. Valladolid     | 1–0 | 1–1 | 0–1 | 0–6 | 2–2 | 2–0 | 0–0 | 1–2 | 2–1 | 1–1 | 2–0 | 2–1 | 1–1 | 2–2 | 1–0 | 0–1 | 2–2 | 1–4 |     | 0–0 |
| Saragossa         | 1–0 | 1–0 | 1–0 | 0–4 | 3–0 | 1–0 | 1–1 | 3–2 | 1–2 | 2–0 | 1–0 | 1–1 | 3–2 | 1–3 | 1–1 | 3–1 | 3–0 | 0–3 | 2–0 |     |

## Promoció
| Equip 1 | Global      | Equip 2   | Anada | Tornada |
| ------- | ----------- | --------- | ----- | ------- |
| Múrcia  | 2–5         | Saragossa | 0–0   | 2–5     |
| Màlaga  | 1–1 (4–5 p) | Cadis     | 1–0   | 0–1     |

### Anada
| 12 de juny de 1991 | Múrcia | 0–0     | Saragossa | Múrcia                                                 |  |
| 21:30              |        | Detalls |           | La Condomina · 16,500 espectadors · Manuel Díaz Vega · |  |

| 12 de juny de 1991 | Màlaga      | 1–0     | Cadis | Màlaga                                                    |  |
| 21:30              | Esteban 61' | Detalls |       | La Rosaleda · 30,000 espectadors · Joaquín Ramos Marcos · |  |

### Tornada
| 19 de juny de 1991 | Saragossa                                      | 5–2 (Total: 5–2) | Múrcia                  | Saragossa                                                     |  |
| 21:30              | Poyet 8', 31' · Pardeza 41', 86' · Higuera 78' | Detalls          | Eraña 40' · Juanito 84' | La Romareda · 34,000 espectadors · Antonio Martín Navarrete · |  |

| 19 de juny de 1991                               | Cadis                                            | 1–0 (Total: 1–1) | Màlaga                                                     | Cadis                                                                 |                                                            |
| 21:30                                            | José 57'                                         | Detalls          |                                                            | Ramón de Carranza · 20,000 espectadors · Ildefonso Urizar Azpitarte · |                                                            |
|                                                  |                                                  | Tanda de penals  |                                                            |                                                                       |                                                            |
| Oliva · Raúl · Poli · José · Carmelo · Juan José | Oliva · Raúl · Poli · José · Carmelo · Juan José | 5–4              | Quino · Txirri · Esteban · Álvarez · Antonio Mata · Emilio | Quino · Txirri · Esteban · Álvarez · Antonio Mata · Emilio            | Quino · Txirri · Esteban · Álvarez · Antonio Mata · Emilio |

## Màxims golejadors
| Futbolista | Equip        | Gols |
| --- | ------------ | ---- |
| [[Fitxer:Flag of Spain.svg\|23x15px\|border \|alt=Espanya\|link=Selecció de futbol d'Espanya\|{{#if:\|]] Manolo                                 | At. Madrid   | 27   |
| [[Fitxer:Flag of Spain.svg\|23x15px\|border \|alt=Espanya\|link=Selecció de futbol d'Espanya\|{{#if:\|]] Fernando Hierro                        | R. Madrid    | 21   |
| [[Fitxer:Flag of Bulgaria.svg\|23x15px\|border \|alt=Bulgària\|link=Selecció de futbol de Bulgària\|{{#if:\|]] Hristo Stoítxkov                 | FC Barcelona | 17   |
| [[Fitxer:Flag of the Netherlands.svg\|23x15px\|border \|alt=Països Baixos\|link=Selecció de futbol dels Països Baixos\|{{#if:\|]] Ronald Koeman | FC Barcelona | 16   |
| [[Fitxer:Flag of Argentina.svg\|23x15px\|border \|alt=Argentina\|link=Selecció de futbol de l'Argentina\|{{#if:\|]] Juan Antonio Pizzi          | CD Tenerife  | 15   |